# چیزهای عجیب (فصل ۲)
فصل دوم سریال علمی–تخیلی و وحشت روان‌شناختی چیزهای عجیب با عنوان رسمی چیزهای عجیب ۲ توسط کمپانی نت‌فلیکس در تاریخ ۲۷ اکتبر ۲۰۱۷ و در ۹ قسمت پخش شد. این سریال توسط برادران دافر ساخته شده‌است. برادران دافر به غیر نویسندگی و کارگردانی سریال، به همراه شاون لوی یکی از تهیه‌کنندگان اجرایی پروژه نیز هستند.
فین ولفهارد، میلی بابی براون، نوآ اشنپ، گیتن ماتارازو ،کلب مک لاگلین، وینونا رایدر، دیوید هاربر، ناتالیا دایر، چارلی هیتون، جو کیری و کارا بوینو همه نقش‌های خود در فصل اول را در اینجا نیز تکرار کرده و سیدی سینک، شان آستین و پل رایزر به عنوان بازیگران جدید در این فصل به گروه اضافه شدند. داستان فصل دوم سریال یک سال بعد از وقایع فصل اول رخ می‌دهد، جایی که رازهای آزمایشگاه شهر هاوکینز و دنیای وارونه دوباره امنیت این شهر را به خطر انداخته و شخصیت‌های اصلی داستان را دچار چالش می‌کند.
فصل دوم سریال با واکنش‌های بسیار مثبتی از سوی منتقدان همراه بود و همچون فصل اول در زمینه‌های فیلم‌نامه، تیم بازیگری، موسیقی، کارگردانی، فضاسازی، ارجاعات به آثار علمی‌تخیلی دهه ۸۰ و شیمی بین شخصیت‌ها مورد ستایش قرار گرفت. فصل دوم سریال در هفتاد و پنجمین مراسم گلدن گلوب در دو رشته بهترین مجموعه تلویزیونی – درام و بهترین بازیگر نقش اول مرد مجموعه درام برای دیوید هاربر نامزد جایزه شد.

## داستان
یک سال بعد از وقایع فصل قبل، ظاهراً آرامش به شهر کوچک هاوکینز بازگشته است اما ویل بایرز چندان اوضاع خوبی ندارد. او مدام به طور ناگهانی تصاویری از دنیای وارونه می‌بیند و با کابوس‌های مختلفی درگیر است. مایکل هم در غیاب الون روزگار خوبی را پشت سر نمی‌گذارد. طولی نمی‌کشد که با وقوع رخدادهایی عجیب، ویل، مایکل و دیگر شخصیت‌های داستان با چالشی بزرگ مواجه می‌شوند که امنیت کل شهر را تهدید می‌کند. در این حین الون بعد از دیدار با مادر و خاله اش میتواند همزاد خود را پیدا کند.

## بازیگران

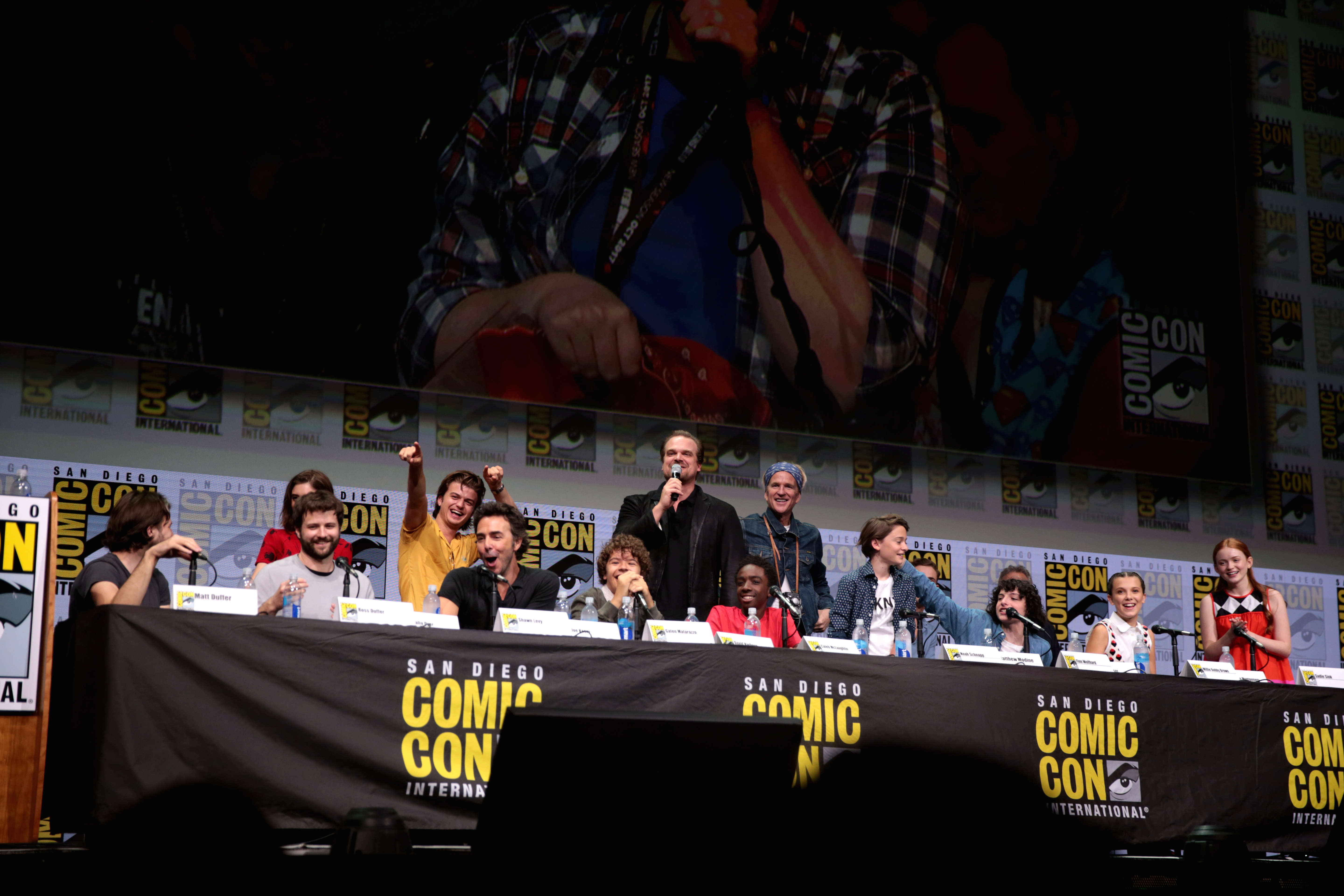
برادران دافر به همراه گروه بازیگران در مراسم کامیک-کان بین‌المللی سن دیگو در حال تبلیغ برای سریال

- فین ولفهارد
- میلی بابی براون
- نوآ اشنپ
- گیتن ماتارازو
- کلب مک لاگلین
- وینونا رایدر
- دیوید هاربر
- جو کیری
- چارلی هیتون
- ناتالیا دایر
- کارا بوینو
- سیدی سینک
- شان آستین
- پل رایزر
- لینیا برتلسن

## قسمت‌ها
| شم. کلی | شم. در فصل | عنوان                        | کارگردان      | نویسنده         | تاریخ انتشار اصلی |
| --- | ---------- | ---------------------------- | ------------- | --------------- | ----------------- |
| ۹ | ۱          | «بخش اول: مکس دیوانه»        | برادران دافر  | برادران دافر    | ۲۷ اکتبر ۲۰۱۷     |
| سال ۱۹۸۴ در ایالت پنسیلوانیا، گروهی سارق مسلح هنگام فرار از دست پلیس به مشکل می‌خورند. یکی از سارقان که دختری جوان است با استفاده از نیروی ذهنی خود پلیس‌ها را متوقف می‌کند. بر روی دستان دختر ناشناس، خالکوبی وجود دارد که نشان می‌دهد نامش اِیت (۸)است و قدرت‌هایی همچون الون دارد. داستان به هاوکینز می‌رود. جایی که یک سال از اتفاقات فصل قبل گذشته اما ویل همچنان با کابوس‌های دنیای وارونه درگیر است و مایکل هم در غیاب الون تبدیل به پسری منزوی شده‌است. جویس نیز رابطه جدیدی را با مردی به نام باب شروع کرده‌است. یک شب ویل و مایکل به همراه داستین و لوکاس برای تفریح بیرون می‌روند اما ناگهان ویل دوباره وارد دنیای وارونه می‌شود و بعد از مشاهده موجود ترسناکی شبیه به عنکبوت که در آسمان است دوباره به دنیای عادی بازمی‌گردد. فردای آن روز و در مدرسه، گروه پسرها با دانش آموز دختری به نام مکس که تازه به مدرسه آمده‌است برخورد می‌کند. مکس دختر عجیبی است که به همراه برادر ناتنی اش به مدرسه می‌آید و کم حرف و مرموز است. از طرف دیگر نانسی که همچنان به خاطر مرگ باربارا عذاب وجدان دارد تبدیل به دختری کم طاقت شده‌است و همین موضوع رابطه اش با استیو را خدشه دارد می‌کند. ویل به صورت متعدد وارد دنیای وارونه می‌شود و تصاویری ترسناکی می‌بیند و همین باعث می‌شود که به مرز فروپاشی برسد و حتی دکترها و آزمایش‌ها هم تأثیری بر روی او ندارد. اپیزود در حالی پایان میابد که کلانتر هاپر به خانه قدیمی رفته و در آنجا با الون ملاقات می‌کند و متوجه می‌شویم هاپر تمام مدت الون را مخفی کرده‌است و او زنده است. |            |                              |               |                 |                   |
| ۱۰ | ۲          | «بخش دوم: قاشق زنی، خل و چل» | برادران دافر  | برادران دافر    | ۲۷ اکتبر ۲۰۱۷     |
| ابتدا در چند صحنه فلش بک رابطه بین هاپر و الون فاش می‌شود و سپس داستان به زمان حال می‌آید. زمانی که در شب هالووین، بچه‌ها قرار می‌گذارند برای شرکت در مراسم قاشق زنی بیرون بروند. با اصرار داستین، مکس نیز به گروه پسرها می‌پیوندد اما تفریحشان طوری که باید پیش نمی‌رود. ویل دوباره وارد دنیای وارونه شده و به شدت دچار حالت‌های عصبی می‌شود. مایکل که دنبال بهانه‌ای برای جدا شدن از بچه هاست ویل را به خانه بازمی‌گرداند. ویل به مایکل دربارهٔ کابوس‌هایش می‌گوید و مایکل هم توضیح می‌دهد که دلتنگ الون است. از طرف دیگر الون که به شدت برای مایکل دلتنگ است به هاپر اصرار می‌کند که بگذارد با لباس مدل برای هالووین بیرون برود و مایک را ببیند اما هاپر که معتقد است این کار خطرناک است اجازه نمی‌دهد. نانسی نیز که به همراه استیو به مهمانی رفته در حالت مستی به استیو حمله می‌کند و می‌گوید که آن‌ها مقصر مرگ باربارا هستند و او استیو را دوست ندارد. در راه بازگشت از مراسم هالووین، داستین متوجه سر و صدایی از سطل زباله می‌شود. او در میان زباله‌ها موجود عجیبی شبیه به بچه وزغ پیدا می‌کند و آن را با خود به خانه می‌برد. |            |                              |               |                 |                   |
| ۱۱ | ۳          | «بخش سوم: بچه وزغ»           | شاون لوی      | جاستین دوبل     | ۲۷ اکتبر ۲۰۱۷     |
| الون که که از وعده‌های هاپر خسته شده تصمیم می‌گیرد برخلاف توصیه‌های او از خانه بیرون رفته و خود را به مایکل نشان می‌دهد. از آن طرف داستین که با پیدا کردن بچه وزغ عجیب خود احساس می‌کند کشف بزرگی کرده او را با خود به مدرسه می‌برد و به بچه‌ها نشان می‌دهد. ویل با دیدن آن بچه وزغ پی می‌برد که این همان موجودی است که او سال قبل در دستشویی خانه آن را بالا آورده‌است. ویل این موضوع را به مایکل می‌گوید و مایکل هم بقیه گروه را در جریان می‌گذارد اما بچه وزغ که در طی یک شب بزرگ شده‌است از دست آن‌ها فرار می‌کند و بچه‌ها تمام مدرسه را برای پیدا کردن او زیر رو می‌کند. الون هم هم‌زمان خود را به مدرسه می‌رساند اما وقتی مایکل و مکس را با هم می‌بیند گمان می‌کند که آن‌ها با هم دوست شده‌اند برای همین از راه دور مکس را زمین می‌زند و سپس فرار می‌کند تا مایکل او را نبیند. در صحنه آخر ویل که دوباره وارد دنیای وارونه شده توسط موجودی عجیبی مورد حمله و آزار قرار می‌گیرد. |            |                              |               |                 |                   |
| ۱۲ | ۴          | «بخش چهارم: ویل دانا»        | شاون لوی      | پائول دیچر      | ۲۷ اکتبر ۲۰۱۷     |
| ویل بر اثر حمله دچار نوعی حالت عصبی می‌شود. بعد از این ماجرا ویل برای مدتی خانه نشین می‌شود و در برابر اصرارهای مادرش توضیح می‌دهد که مدتی است هیولایی را بر فراز هاوکینز می‌بیند و اینکه این موجود قرار است «همه» را بکشد. هاپر نیز که به خاطر رفتارهای الون از دست او بسیار عصبانی است با او برخورد می‌کند که این در نهایت به مشاجره بین آن‌ها بدل می‌شود. هم‌زمان نانسی که دیگر تحمل ندارد تصمیم میگرد به همراه جاناتان شروع به جمع‌آوری مدرک علیه آزمایشگاه هاوکینز کند و به رسانه‌ها دربارهٔ اتفاقات و مرگ باربارا حقیقت را بگوید. آن‌ها ابتدا به آزمایشگاه هاوکینز می‌روند و نانسی صحبت‌های رئیس آزمایشگاه را ضبط می‌کند. سپس به سراغ یک کارآگاه خصوصی دیوانه می‌روند که مدتی است در حال کار کردن بر روی همین پرونده است. اوضاع برای ویل اما همچنان ثانیه به ثانیه خطرناک تر می‌شود. جویس از هاپر درخواست کمک می‌کند. ویل که گویی دیگر کنترلی بر روی خودش ندارد شروع به کشیدن نقاشی‌هایی عجیب می‌کند که ابتدا تصاویری بی‌معنی به نظر می‌رسد اما بعد مشخص می‌شود که یک جور نقشه است. سر نخ‌های بعدی پای هاپر را به دنیای وارونه می‌کشاند. جایی که او مورد حمله قرار گرفته و آسیب می‌بیند. از طرف دیگر داستین علی‌رغم توصیه‌های مایک تصمیم می‌گیرد بچه وزغ را نگه دارد اما بعداً معلوم می‌شود این بچه وزغ یک دمگورگن است. دمگورگن که حالا حسابی بزرگ شده‌است گربه داستین می‌خورد و داستین هم او را زندانی می‌کند تا بعداً نقشه‌ای برایش بریزد.                                                                                        |            |                              |               |                 |                   |
| ۱۳ | ۵          | «بخش پنجم: دیگ داگ»          | اندرو استنتون | جسی نیکسون-لوپز | ۲۷ اکتبر ۲۰۱۷     |
| الون از طریق قدرت‌های ذهنی اش می‌فهمد که هاپر بازهم به او دروغ گفته و مادرش زنده است. برای همین از خانه بیرون می‌رود که مادرش را پیدا کند. ملاقات با مادرش باعث می‌شود که الون متوجه حقیقت‌های زیادی بشود. از جمله اینکه نام واقعیش جین است، اینکه مادرش نیز جهش یافته‌است و همچنین جهش یافته دیگری هم مثل او به نام آیت (۸) وجود دارد. الون بعد از فهمیدن همه اینها و پی بردن به گذشته اش تصمیم می‌گیرد تا آیت را پیدا کند تا شاید کنار کسی که شبیهش است زندگی کند. در هاوکینز اما اوضاع به هم ریخته‌است. جویس به همراه باب و ویل و مایکل برای پیدا کردن هاپر همه جا را زیر رو می‌کنند و در نهایت به یکی از دروازه‌های دنیای وارونه می‌رسند. هم‌زمان گروه نظامی آزمایشگاه که از ورود هاپر به خبر شده نیز وارد صحنه می‌شوند. آن‌ها هاپر را بیرون می‌کشند و سپس منطقه را آتش می‌زنند و همین باعث می‌شود که ویل ناگهان مورد حمله شدیدی قرار بگیرد و تا دم مرگ برود. |            |                              |               |                 |                   |
| ۱۴ | ۶          | «بخش ششم: جاسوس»             | اندرو استنتون | کیتی ترفی       | ۲۷ اکتبر ۲۰۱۷     |
| ویل سریعاً به بیمارستان منتقل می‌شود. حالت‌هایش آنقدر نگران‌کننده هستند که جویس عنان اختیار را از کف داده و از دانشمندان آزمایشگاه می‌خواهد هرچه در توان دارند انجام دهند. بعد از آزمایش‌ها و بررسی‌ها رئیس آزمایشگاه نظریه‌ای عجیب مطرح می‌کند و آن این است که موجود دنیای وارونه همچون یک ویروس بدن ویل را گرفته و برای همین است که اگر قسمت دیگری از آن آسیب ببیند بدن ویل نیز دچار حمله خواهد شد. اوضاع نگران‌کننده تر می‌شود. ویل وقتی به هوش می‌آید چیزی به یاد نمی‌آورد و بیشتر اشخاص اتاق از جمله هاپر را نمی‌شناسد. در ادامه ویل می‌گوید در خواب‌هایش مدام جایی را می‌بیند که گویی جزو منطقه ممنوعه است و هیولای دنیای وارونه نمی‌گذارد او به آنجا وارد شوند. گروهی از مردان مسلح به آنجا فرستاده می‌شوند اما معلوم می‌شود که این یک تله است. موجودات دنیای وارونه به سربازها حمله کرده و همه آن‌ها را می‌کشند و راه خود را به سوی دروازه باز می‌کنند؛ یعنی درست جایی که هاپر و بقیه گروه در آزمایشگاه در آن گیر افتاده‌اند. |            |                              |               |                 |                   |
| ۱۵ | ۷          | «بخش هفتم: خواهر گمشده»      | ربکا توماس    | جاستین دوبل     | ۲۷ اکتبر ۲۰۱۷     |
| این قسمت به‌طور کلی بر روی الون تمرکز دارد. الون بعد از جدا شدن از مادرش سفر خود را آغاز کرده و بالاخره اِیت (۸) را میابد. ملاقات با این گروه خلافکار و نوع دیدگاهی که اِیت (۸) به زندگی دارد ابتدا برای الون جالب است اما طولی نمی‌کشد که الون در رویاهای خود مایکل را می‌بیند و بازیابی خاطرات گذشته باعث می‌شود راه خود را جدا کرده و به سوی معشوقش برود. اِیت (۸) به او می‌گوید که آن‌ها در کنار هم می‌توانند کارهای فوق‌العاده‌ای انجام دهند و از تمام کسانی که در طول زمان به آن‌ها آسیب زدند انتقام بگیرند اما الون قبول نمی‌کند و می‌گوید وظیفه او حمایت از دوستانش است. در صحنه آخر الون سوار اتوبوس می‌شود تا به کمک مایکل برود. |            |                              |               |                 |                   |
| ۱۶ | ۸          | «بخش هشتم: جلاد ذهن»         | برادران دافر  | برادران دافر    | ۲۷ اکتبر ۲۰۱۷     |
| ورود هیولاهای دنیای وارونه به داخل آزمایشگاه از طریق دروازه باعث می‌شود تا هاپر و بقیه گروه لحظات کابوس واری را تجربه کنند. آن‌ها بعد از کلی دردسر و در جریان درگیری که در طی آن باب کشته می‌شود موفق به فرار می‌شوند. جاناتان و نانسی هم که در راه بازگشت به استیو و داستین و گروه همراهش برخورد کرده بودند به کمک هاپر می‌روند و همگی به خانه جویس بازمی‌گردند تا چاره‌ای بیندیشند. تحقیقات بعدی گروه را متوجه می‌کند که آن‌ها باید «مغز» موجود را از بین ببرند تا بدین ترتیب همه چیز متوقف شود. آن‌ها از طریق ویل جای مغز را پیدا می‌کنند اما همه چیز به همین سادگی نیست. مایکل یادآور می‌شود که بدن ویل به بدن آن موجود متصل است و اگر آن‌ها مغز را از بین ببرند ویل هم خواهد مرد. برنامه از این قرار می‌شود که بدن ویل را در معرض گرما قرار دهند زیرا موجود دنیای وارونه از گرما گریزان است تا بدین ترتیب آن موجود را از بدن ویل خارج کنند. اما قبل از اینکه بتوانند کاری کنند ناگهان در باز می‌شود و شخصی وارد خانه می‌شود. او کسی نیست جز الون… |            |                              |               |                 |                   |
| ۱۷ | ۹          | «بخش نهم: دروازه»            | برادران دافر  | جاستین دابل     | ۲۷ اکتبر ۲۰۱۷     |
| دیدار دوباره مایک و الون برای هردویشان سخت و در عین حال لذتبخش است. وقتی مایک از الون توضیح می‌خواهد که چرا دربارهٔ زنده بودنش خبری به او نداده هاپر اعتراف می‌کند که او اجازه این کار را نمی‌داده‌است. مایکل که از دست هاپر عصبانی است با او درگیر می‌شود اما هاپر او را آرام می‌کند و قول می‌دهد که بعد از پایان این ماجرا او و الون برای همیشه با هم خواهند بود. نقشه از این قرار می‌شود که هاپر و الون به دروازه بروند و الون با قدرت‌هایش دروازه را ببند و جویس به همراه جاناتان و نانسی نیز آن موجود را از بدن ویل خارج کنند و استیو نیز به همراه بچه‌ها در خانه بماند. در طی فرایندی سخت موجود دنیای وارونه بالاخره بدن ویل را ترک می‌کند. مایکل که نگران سلامتی الون است گروه را راضی می‌کند که برای کمک بروند. در لحظاتی که الون مشغول بستن دروازه است، مایکل و گروهش مغز هیولا را به آتش می‌شکند و در نهایت موفق می‌شوند بعد از دردسرهای فراوان دروازه را بسته و همگی صحیح و سالم پیش هم برگردند. در این میان فقط استیو آسیب می‌بیند. داستان با پرشی یک‌ماهه به جلو می‌رود. جایی که رازهاش آزمایشگاه به‌طور عمومی فاش شده و شهروندان هاوکینز در جریان ماجرا قرار میگرند. در شب مراسم اسنوبال گروه بچه‌ها دوباره دور هم جمع می‌شوند و مایک همان‌طور که به الون قول داده بود با او به مراسم رقص می‌رود. در صحنه آخر دوباره به دنیای وارونه می‌رویم و شاهد هستیم که هیولایی بزرگی که ویل دیده بود با حالتی تهدیدآمیز بر فراز هاوکینز در حال نگاه کردن به شهر است.                                                      |            |                              |               |                 |                   |

## موسیقی
موسیقی فصل دوم همچون فصل اول توسط مایکل استاین و کایل دیکسون ساخته شده‌است. موفقیت‌های فصل اول؛ باعث شد تا دیکسون و استاین دوباره برای فصل دوم دعوت به همکاری شوند. نخستین قطعه این آلبوم با نام "پیاده‌روی در هاوکینز" به عنوان پیش‌درآمد در تاریخ ۱۲ اکتبر ۲۰۱۷ منتشر شد. آلبوم موسیقی فصل دوم با عنوان "چیزهای عجیب ۲" به صورت رسمی در تاریخ ۲۰ اکتبر ۲۰۱۷ به صورت اینترنتی پیش فروش و منتشر شد. دیکسون در طی مصاحبه ای اعلام کرد که موسیقی این فصل سنگین‌تر و ترسناک‌تر از فصل قبل است. آلبوم موسیقی فصل دوم شامل ۳۴ قطعه می‌باشد.